# Joaquim José de Morais e Abreu
Joaquim José de Morais e Abreu (? — 11 de dezembro de 1850) foi um político brasileiro.
Filho de Francisco Correia de Morais Leite e Ana Francisca da Rocha Abreu.

## Vida
Foi presidente da província de São Paulo, de 22 de abril a 1 de junho de 1844, quando Manuel Felizardo de Sousa e Melo se afastou do cargo.
Antes disso, fez parte do governo do município de São Paulo como prefeito entre 13 de fevereiro e 21 de fevereiro de 1836. O cargo de prefeito foi estabelecido ainda no Império, mas desapareceu em 1838, voltando apenas em 1899.